# WJAT
Koordinaten: 32° 35′ 8″ N, 82° 21′ 42″ W
WJAT ist ein Mittelwellen-Hörfunksender aus Swainsboro, Georgia. In den 1950er-Jahren gehörte der Sender Jim Denny und dem Country-Musiker Webb Pierce. Er war überregional bekannt durch die Übertragung des Peach State Jamboree.
Heute ist WJAT auf das Talkradioformat ausgerichtet. Eigentümer ist die „Radiojones, LLC“, die mit Citadel Media und ESPN Radio kooperiert.